# Zoutmuseum
Het Zoutmuseum is een museum in Delden, gelegen in de Nederlandse gemeente Hof van Twente. Het museum beoogt alle mogelijke facetten van zout te belichten.
Het museum is gevestigd in een pand dat vroeger dienstdeed als stadhuis van Delden (tot 1811) en vervolgens als gemeentehuis van de gemeente Delden en sinds 1818 van de gemeente Stad Delden. Het museum werd op 27 augustus 1985 door Koningin Beatrix officieel geopend.
In 1886 liet baron van Heeckeren, heer van Twickel, boringen verrichten naar drinkwater ten behoeve van de bewoners van het kasteel en van Delden. De boringen brachten alleen voor menselijke consumptie ongeschikt zout water naar boven, maar dit was de basis voor de latere zoutwinning in Boekelo en de AKZO-zoutindustrie in Hengelo.
Tot het einde van de Eerste Wereldoorlog komt het zout dat in Nederland wordt gebruikt uit Duitsland, maar aan het einde van de oorlog stopt deze handel. Op dat moment herinnert een Zaanse zoutzieder zich dat er in Overijssel zout gevonden was op het landgoed Twickel. Onderzoek volgt en in de buurt van Boekelo wordt een bereikbare zoutlaag aangetroffen. Voor het vervoer van het zout lag er al een spoorlijn, de zoutindustrie kon dus beginnen. Nadat het Twentekanaal in 1938 gereed kwam, werd er een zoutfabriek in Hengelo gebouwd, zodat het zout per schip of per trein vervoerd kon worden.
Het museum in Delden laat zien dat zout gebruikt wordt als smaakmaker en conserveringsmiddel, maar dat de Romeinen het als betaalmiddel gebruikten. De soldaten werden voor een deel in zout uitbetaald. Sal is Latijn voor zout, hier is het Nederlandse woord salaris van afgeleid.
Op 9 mei 2009 is het museum heropend na een grondige restauratie en herinrichting o.l.v. Gert Jan Lugtenborg.
Het museum heeft ook een verzameling van ruim 2000 zoutvaatjes tentoongesteld.